# Jerome Biffle
Jerome Cousins Biffle (Denver, 20 maart 1928 - aldaar, 4 september 2002) was een Amerikaanse atleet die zich met name op het onderdeel verspringen manifesteerde. Hij nam eenmaal deel aan de Olympische Spelen en werd bij die gelegenheid ook meteen olympisch kampioen.

## Loopbaan
Jerome Biffle was op de High School succesvol op de sprint, het hoogspringen, verspringen en in American Football. In 1950 won hij op de universiteitskampioenschappen (NCAA) het onderdeel verspringen. In 1951 ging hij in het leger, en het daaropvolgende jaar werd hij tweede op de Amerikaanse olympische selectiewedstrijden.
Op de Olympische Spelen van 1952 in Helsinki won hij het onderdeel verspringen. Met een beste poging van 7,57 m versloeg hij met een verschil van slechts 4 cm zijn landgenoot Meredith Gourdine, die hem bij de Amerikaanse olympische selectiewedstrijden nog wel verslagen had. Het brons ging naar de Hongaar Ödön Földessy, die 7,30 m versprong. De Nederlander Henk Visser, die eerder dat jaar als beste prestatie eveneens 7,57 had gerealiseerd, bleek in Helsinki geen partij: hij sprong driemaal ongeldig.
Na zijn sportcarrière was Biffle werkzaam in een school in Denver.

## Titels
- NCAA kampioen verspringen - 1950
- Olympisch kampioen verspringen - 1952

## Palmares

### Verspringen
- 1952:  OS - 7,57 m

1896: Ellery Clark ·
1900: Alvin Kraenzlein ·
1904: Meyer Prinstein ·
1908: Frank Irons ·
1912: Albert Gutterson ·
1920: William Petersson ·
1924: William DeHart Hubbard ·
1928: Ed Hamm ·
1932: Ed Gordon ·
1936: Jesse Owens ·
1948: Willie Steele ·
1952: Jerome Biffle ·
1956: Greg Bell ·
1960: Ralph Boston ·
1964: Lynn Davies ·
1968: Bob Beamon ·
1972: Randy Williams ·
1976: Arnie Robinson ·
1980: Lutz Dombrowski ·
1984: Carl Lewis ·
1988: Carl Lewis ·
1992: Carl Lewis ·
1996: Carl Lewis ·
2000: Iván Pedroso ·
2004: Dwight Phillips ·
2008: Irving Saladino ·
2012: Greg Rutherford ·
2016: Jeff Henderson ·
2020: Miltiadis Tentoglou ·
2024: Miltiadis Tentoglou